# Hermann Kupferschmid
Hermann Kupferschmid (* 19. September 1885 in Waldshut; † 7. Juli 1975 in Achern) war ein deutscher Maler und Radierer.

## Leben
Hermann Kupferschmid war der Sohn eines Großherzoglichen Oberbaurats. 1904 erlangte er das Abitur. Danach absolvierte er zuerst ein Architektur-Studium in München und Karlsruhe, das er 1908 mit dem Diplomingenieur-Examen abschloss. Im Anschluss studierte er Malerei und Grafik an der Staatlichen Akademie der Bildenden Künste in Karlsruhe bei Ernst Schurth, Walter Conz und Caspar Ritter. Während seines Studiums wurde er 1904 Mitglied der Burschenschaft Tulla Karlsruhe.
Ab 1912 arbeitete Kupferschmid als freier Maler. Im gleichen Jahr gewann er den Graphikpreis der Rheinlande. 1913 erhielt Kupferschmied die silberne österreichische Staatsmedaille für bildende Kunst. Er bereiste Frankreich, Italien und Holland. Im Ersten Weltkrieg leistete er freiwillig Kriegsdienst, bei dem er verwundet wurde.
Zum 1. August 1930 trat er der NSDAP bei (Mitgliedsnummer 288.203). 1933 wurde Kupferschmid mit dem Badischen Staatspreis ausgezeichnet. Von 1934 bis 1945 hatte er eine Professur für freie Grafik an der Karlsruher Akademie inne. Er nahm mehrfach an der Großen Deutschen Kunst-Ausstellung in München teil (1937 bis 1939 und 1942/1943). Im Zweiten Weltkrieg diente er erneut im Heer und war anschließend in französischer Gefangenschaft. Viele seiner Werke wurden im Krieg zerstört. Später lebte und arbeitete Kupferschmid in Sasbachwalden.
Als Maler schuf Kupferschmid  hauptsächlich Aquarelle, aber auch einige großformatige Ölbilder. Er fertigte auch viele großflächige Radierungen an. Seine Werke haben vorwiegend Motive aus der Schwerindustrie zum Thema, insbesondere Fabrikhallen (u. a. Gießhalle der Badischen Wolframerzgesellschaft, Tempera, 80 × 100 cm, 1959). Er thematisierte aber auch beispielsweise den Werftbetrieb im Mannheimer Hafen, die Gerüstanlage des Mainzer Doms und den Bau der Ravennabrücke. Von Karlsruhe radierte er zahlreiche Stadtansichten, die sich gut verkauften. Hermann Kupferschmid war Mitglied im Deutschen Künstlerbund.